# Tisted
 For alternative betydninger, se Tisted (flertydig). (Se også artikler, som begynder med Tisted)
Tisted er en lille landsby med ca. 85 indbyggere, den er beliggende i den nordlige del af Mariagerfjord Kommune i Region Nordjylland. Tisted har en rideklub, et forsamlingshus og en borgerforening. Tisted havde tidligere egen skole, men blev lukket ved Kommunalreformen (1970).
Tisted er beliggende 3 km øst for Astrup, 5 km syd for Terndrup og 10 kilometer nord for Hadsund.